# Düsseldorf Grand Prix 1972
Il Düsseldorf Grand Prix 1972 è stato un torneo di tennis giocato sulla terra rossa. È stata la 3ª edizione del Düsseldorf Grand Prix, che fa parte del Commercial Union Assurance Grand Prix 1972. Si è giocato a Düsseldorf in Germania, dal 25 al 31 luglio 1972.

## Campioni

### Singolare
Ilie Năstase ha battuto in finale  Jürgen Fassbender con il punteggio di 6–0, 6–2, 6–1

### Doppio
- Informazione non disponibile